# Muscolo semispinale del collo
Nell'anatomia umana il muscolo semispinale del collo è un muscolo del dorso.

## Anatomia
Muscolo lungo e sottile rientra nei muscoli trasversospinali, gli altri sono: 
- Muscolo semispinale del torace
- Muscolo semispinale della testa
- Muscolo multifido
- Muscoli rotatori.

Il semispinale del collo origina dai processi trasversi delle prime cinque-sei vertebre toraciche e va ad inserirsi sui processi spinosi delle vertebre cervicali (dalla seconda alla quinta).

## Azione
La contrazione del semispinale del collo estende e ruota la colonna vertebrale.